# Sœurs du Christ
Les Sœurs du Christ, Union Mysterium Christi forment une congrégation religieuse féminine de droit pontifical née de l'union de huit instituts le 27 décembre 1976.

## Historique
En 1967, plusieurs congrégations religieuses se reconnaissent des liens historiques, spirituels et apostoliques semblables :
- Les Sœurs de la Croix de Saint-Quentin (1625).
- Les Filles de la Croix de Paris (1641).
- Les Filles de la Croix du Puy (1673).
- Les Filles de la Croix de Marchienne (Belgique) (1678).
- Les Filles de la Croix de Lavaur (1685).
- Les Sœurs de la Nativité de Notre Seigneur (1813).
- Les Sœurs de la Providence de Corenc (1821).
- Les Servantes du Christ-Roi d’Ablon (1919).

Ce rassemblement commence en 1969 par une fédération qui dure six ans; puis, en 1976, les sept congrégations fusionnent en une seule et nouvelle congrégation, confirmée par décret papal du 6 août 1976. 
Les Sœurs de la Croix sont fondées à la suite d'une affaire de mœurs. En 1625, un maître d'école de Roye commet des attouchements sur une élève, ce crime bouleverse la population et les plaintes sont portées au doyen de la ville, Christophe Bellot. Pour éviter que ce genre de fait ne se reproduise, l'abbé Pierre Guérin fonde le 4 août 1625 une école avec des institutrices et leur donne une règle stricte inspirée de celle des ursulines. L'abbé Guérin est accusé par ses détracteurs d'avoir fondé une secte d'illuminés : il est donc arrêté et emprisonné à la Bastille en 1630 puis en 1634. Ces persécutions obligent les institutrices à quitter Roye pour s'installer à Paris. L'abbé Guérin est défendu par saint Vincent de Paul . Après la levée des accusations, les religieuses reviennent à Roye et Mgr Faure, évêque d'Amiens, confirme l'établissement le 27 novembre 1685. Elles obtiennent du pape le décret de louange le 3 août 1878 et l'approbation définitive le 12 juin 1899. Les Filles de la Croix de Roye donnent naissance à diverses congrégations dont les sœurs de la Croix de Saint-Quentin.
- Les Sœurs de la Croix de Saint-Quentin : les sœurs de Chauny sont appelées à Saint-Quentin par la ville pour enseigner aux jeunes filles ; en 1789, la congrégation est dissoute. Sœur Hunégonde Duplaquet et quatre autres tentent de rétablir l'institut, elles sont reconnues par le gouvernement en 1828. Des sœurs de la Nativité sont envoyées en 1837 pour les aider, mais la municipalité ne veut que les filles de la Croix qui deviennent en 1837 un institut avec vœux publics et supérieure générale. Il prit le nom de Filles de la Croix de Saint-Quentin[5].

- Les Filles de la Croix de Paris sont fondées à Paris par Madame Marie l'Huillier d'Interville veuve Villeneuve[6]. Lorsque les sœurs de la Croix de Roye arrivent à Paris, elle les accueille et les envoie à Brie-Comte-Robert, s'installe avec elles peu de temps après, mais modifie les règlements en s'inspirant de la règle de la Visitation et demande aux sœurs de prononcer des vœux. Elle obtient de Mgr de Gondi, archevêque de Paris l'autorisation d'ériger la congrégation en filles de la Croix en 1641 et celle du roi en 1642. La congrégation s'installe à Paris à l'hôtel des Tournelles, tandis que les sœurs restées fidèles à l'esprit de l'abbé Guérin demeurent à Brie-Comte-Robert. Le pape Pie IX leur donne le décret de louange le 22 novembre 1853. Les sœurs se consacraient à l'enseignement, aux foyers de jeunes filles, retraites spirituelles et soins dans les cliniques.

- Les Filles de la Croix du Puy sont fondées en 1672 à Saint-Pal-de-Chalencon[7] après une scission avec celles de Paris voulue par Mgr Claude de La Roche-Aymon[8]. Il ne faut pas les confondre avec les sœurs de la Sainte Croix du Puy qui ont fusionné pour devenir les sœurs de Jésus Serviteur.

- - Les Filles de la Croix de Limoges fondées en 1674 pour l'enseignement. Dès sa création, la congrégation signe une union avec les Filles de la Croix de Paris. Elle obtient des lettres patentes, enregistrées en 1687, et se développe dans toute la région de Limoges. Dissoute en 1793, elle renaît en 1826. Elle est absorbée en 1930 par les filles de la Croix du Puy-en-Velay[9].

- Les Filles de la Croix de Marchienne fondée en 1906 à Marchienne-au-Pont par des filles de la Croix de Limoges contraintes de quitter la France après l'approbation des lois anticongrégationiste[10].

- Les Sœurs de la Nativité de Notre-Seigneur fondées à Crest le 26 octobre 1813 par le père Louis-Barthelemy Enfantin et Jeanne de Croquoison veuve Franssu, avec des constitutions basées sur la règle de saint Augustin et de la Visitation. Elles obtiennent le décret de louange le 19 janvier 1855[11].

- Les Sœurs de la Providence de Corenc fondées en 1824 à l'initiative de Claude Simon, évêque de Grenoble, de la séparation de quelques sœurs de la Nativité de Notre-Seigneur de la maison-mère. Elles ont reçu le décret de louange le 1er juin 1899[12].

- Les Servantes du Christ-Roi fondées à Caen le 29 octobre 1919 par Marie-Rose Leclair, sous le nom d'Humbles servantes du Sacré-Cœur et approuvées par l'évêque de Bayeux le 30 novembre 1922. Cette congrégation avait elle-même absorbé en 1960 les servantes de Jésus Prêtre éternel, bénédictines apostoliques fondées en 1929 par l'abbé Laurain.

- Les Filles de la Croix de Lavaur fondées par Mgr René Le Sauvage (1673-1677) évêque de Lavaur. Les statuts et constitutions sont données par son successeur, Mgr Charles Le Goux de La Berchère dans la chapelle de l'évêché en octobre 1685. La mission des sœurs était d'instruire les jeunes filles et le soins aux malades[13].

## Activités et diffusion
Les sœurs se consacrent  à l'éducation, la pastorale, les œuvres sociales.
Elles sont présentes en France, en Belgique, en Italie, en Angleterre, au Chili, au Cameroun et à Madagascar. La congrégation appartient à la famille ignatienne. Sa maison généralice est à Paris, et elle dispose d'un centre spirituel à Épernon (Eure-et-Loir en France).
En 2017, la congrégation comptait 391 religieuses dans 61 maisons.